# Museo geopaleontologico GAMPS
Il Museo Paleontologico Scienza della Terra del Gamps di Scandicci, inaugurato nel 2001, raccoglie ed espone oltre ad una collezione di minerali, un vasto repertorio di reperti fossili provenienti dai terreni della Toscana, tipico esempio della ricca biodiversità che caratterizzava tale regione durante il Pliocene. La raccolta ha sede in piazza Vittorio Veneto, 1 a Badia a Settimo, (Scandicci, Firenze).

## La storia
Questo museo geopaleontologico nacque a seguito di una scoperta paleontologico fortuita, avvenuta nel 1998 ad opera di appartenenti al gruppo paleontologico che richiese una sede più grande di quella originaria: il comune di Scandicci mise a disposizione l'ex scuola elementare di Badia a Settimo. 

Logo del GAMPS - Gruppo AVIS Mineralogia Paleontologia Scandicci

In questi spazi è stato allestito un laboratorio per lo studio dei minerali e dei fossili; per le attività legate al loro restauro, conservazione e la musealizzazione.
Nel corso degli anni, con i nuovi ritrovamenti paleontologici e con la donazione di alcune collezioni private, i reperti esposti nella raccolta geopaleontologica sono andati incrementando, fino ad avere migliaia di pezzi esposti, alcuni dei quali da considerarsi vere e proprie rarità a livello mondiale. 
Lo sviluppo delle collezioni e il conseguente miglioramento quantitativo e qualitativo dei reperti, ha reso possibile il riconoscimento da parte della Regione Toscana, del Ministero della cultura e l'instaurarsi di rapporti di collaborazione con la Soprintendenza alle Antichità della Toscana e con studiosi di fama internazionale.

## Le collezioni di interesse scientifico
Nel 1998 tale rapporto di collaborazione con il mondo scientifico, iniziato con la scoperta e il recupero della Balenottera fossile di Castelfiorentino, l'esemplare fossile di balenottera più completa scoperta in Europa, si è protratto nel tempo generando un filo diretto fra i ricercatori e gli specialisti del settore.
Il fossile di questo cetaceo fu presentato al pubblico nel 2002 attirando studiosi dai Paesi Bassi, Belgio, Giappone e dagli Stati Uniti.
Nel 2000 furono rinvenute parti ossee di un secondo cetaceo fossile, battezzato poi Balena di Monterotondo.
Nel 2001 furono recuperati da lastre di argilla numerosi pesci fossili abissali di varie specie, tra cui il rarissimo Trachipterus trachypterus.
Nel 2002 a Castelnuovo Berardenga furono trovati centinaia di denti di Chlamydoselachus, lo Squalo serpente.
Nel 2003 la collezione paleontologica si è arricchita di una enorme zanna di Elephas meridionalis della lunghezza di 2,60 metri ed pesante 120 chilogrammi.
Inoltre, in Umbria è stato scoperto un balenide pliocenico di oltre 10 metri di lunghezza. Il reperto è stato considerato di grande valore scientifico perché si è trattato del primo misticeto fossile trovato nella regione.
Successivamente, ha fatto ingresso un nuovo reperto costituito da un cranio di un delfinide, ritrovato nei pressi di Pienza (Siena). Si tratta di un odontoceto estinto durante il Pliocene, inizialmente classificato come Stenella giulii, ma recenti studi hanno attribuito questa specie ad un nuovo genere di delfini fossili, Etruridelphis giulii.
Nel corso degli ultimi mesi dell'anno 2006 il GAMPS ha ricevuto in donazione la "Collezione Pellegatta" che è composta da circa 700 campioni di minerali provenienti da tutto il mondo.
Nel mese di febbraio 2007, il GAMPS è stato protagonista di una scoperta che ha avuto rilievo internazionale, il ritrovamento della Balenottera pliocenica di Montalcino (SI). Brunella, così è stata soprannominata la balenottera, è stata scoperta nei vigneti di una tenuta toscana celebre per il suo vino, il Brunello di Montalcino, da cui il reperto fossile ha tratto il nome.
Il fossile è stato recuperato in collaborazione con la Soprintendenza alle Antichità della Toscana. Lo scheletro, pressoché completo, è in attesa del restauro definitivo, che sarà affidato ai ricercatori del GAMPS sotto la supervisione della Soprintendenza.
A maggio del 2007 è avvenuta la scoperta di un nuovo balenide nei sedimenti pliocenici di Allerona Scalo, il reperto si trovava a pochi metri da quello scoperto nel 2003.
Questa scoperta lascia ipotizzare un probabile spiaggiamento di altri esemplari. Alla fine dello scavo avvenuto nel luglio 2007, è stato scoperto un Metaxytherium subapenninum, un dugongo pliocenico di 4 metri di lunghezza, ritrovato ad Arcille, in provincia di Grosseto.
Il fossile si trova esposto nelle sale del raccolta geopaleontologica GAMPS di Badia a Settimo. Nei mesi successivi, tra il 2007 e il 2008, sono stati recuperati altri due scheletri parziali di esemplari appartenuti sempre alla stessa specie di dugongo. Nel 2008 ha fatto invece il suo ingresso lo scheletro di un nuovo cetaceo marino, questa volta un delfino trovato nei pressi di Asciano e molto probabilmente si tratta anche in questo caso di una nuova specie, ma gli studi sono ancora in corso.
Nel 2009 i ricercatori si sono invece imbattuti nei resti di una foca, Pliophoca etrusca. Il ritrovamento è importante, in quanto si tratta del terzo reperto scoperto al mondo di questa specie.
Il 2009 ha riservato anche la scoperta di una nuova balenottera, la Balena di Spicchio.
Nella zona di Arcille (Campagnatico, Grosseto) è stato scoperto e recuperato il quarto scheletro appartenente alla specie di dugongo pliocenico Metaxytherium subapenninum. È stata inoltre trovata la zanna fossile di un mammifero terrestre, molto probabilmente riconducibile ad un suidae, un facocero o un suo antenato. Sempre ad Arcille è stato scoperto il primo Monodontidae fossile mediterraneo, denominato dai paleontologi  Casatia thermophila.
Va inoltre annoverato in tutti questi anni un continuo ritrovamento di denti di elasmobranchi (squali). Fra le specie più comuni ci sono  Prionace glauca (verdesca), Hexanchus griseus (pesce vacca), Squatina sp. (pesce angelo o squadro), Isurus oxyrinchus (mako), Isurus hastalis (grande mako fossile), Alopias superciliosus (squalo volpe dal grande occhio), Cetorhinus maximus (squalo elefante), Odontaspis ferox (cagnaccio), Carcharodon carcharias (squalo bianco), Carcharias taurus (squalo toro), Dalatias licha (Scimnorino), Pristiophorus sp. (squalo sega), Carcharhinus plumbeus (squalo grigio), Carcharhinus perezi (squalo di barriera dei Caraibi), altri Carcharhinus ssp., Centrophorus granulosus (centroforo, pesce di notte), Echinorhinus richiardii (Echinorino, squalo spinoso).

### Mammiferi marini

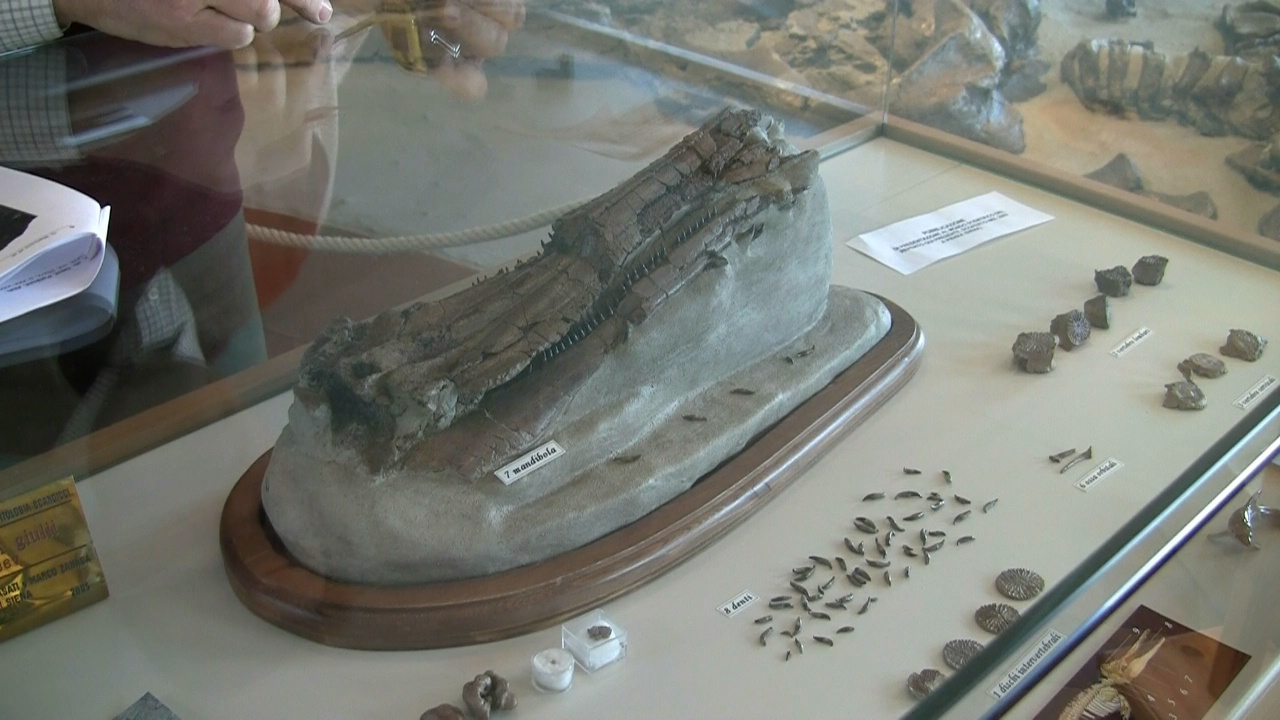
Il Delfino etrusco di Pienza Etruridelphis giulii
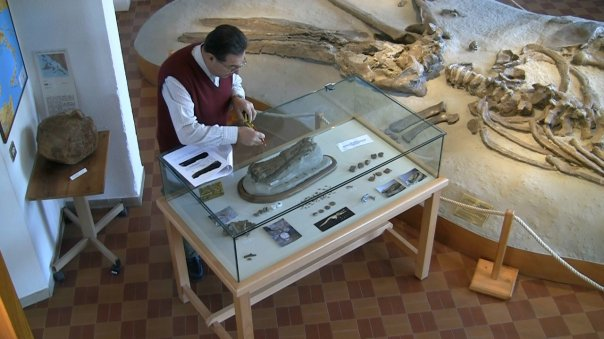
Etruridelphis giulii e Balenottera di Castelfiorentino
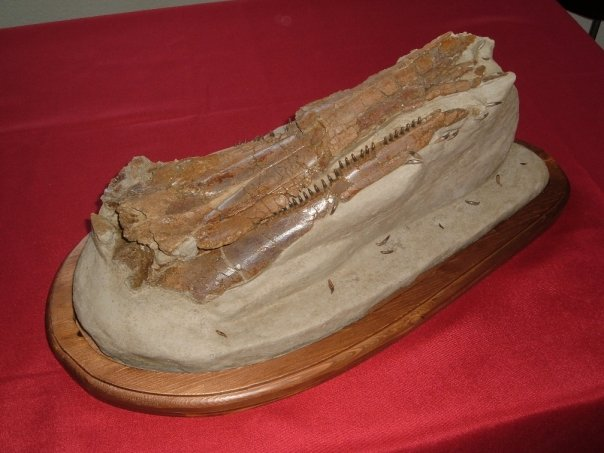
Il delfino etrusco di Pienza Etruridelphis giulii
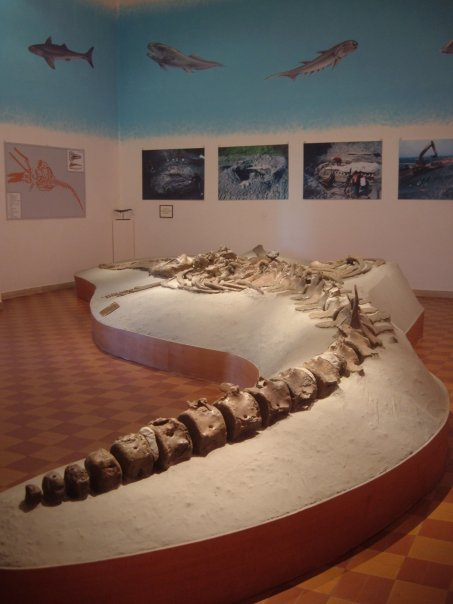
Balenottera fossile trovata a Castelfiorentino
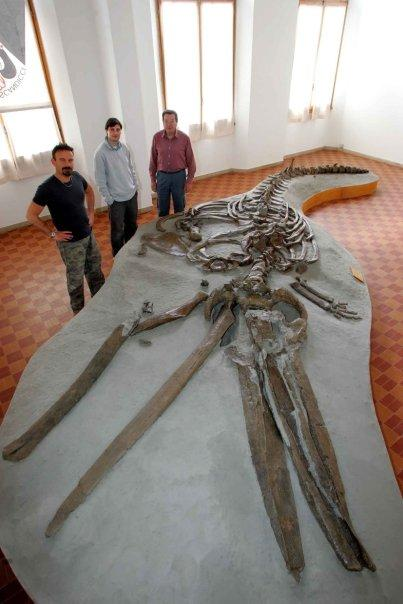
Balenottera fossile di Castelfiorentino
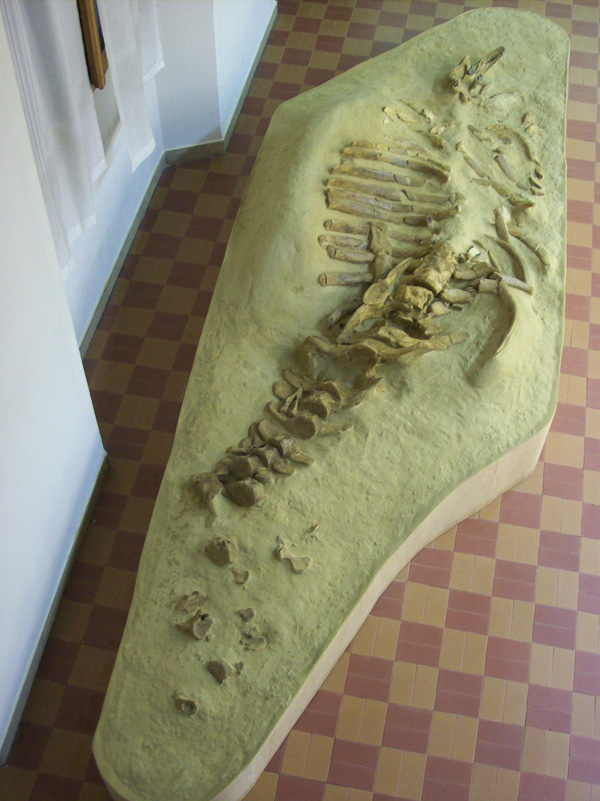
Metaxytherium subapenninum Dugongo fossile del pliocene
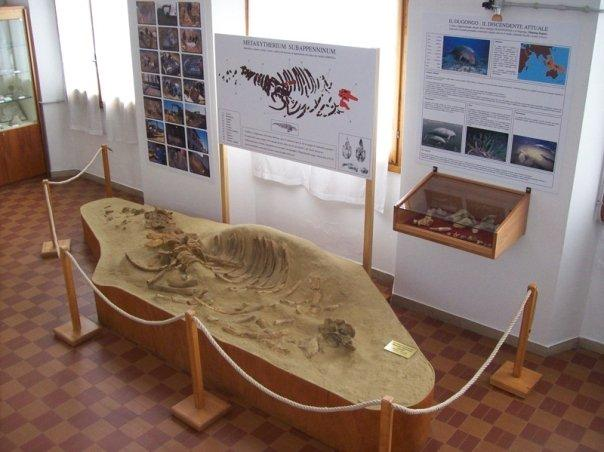
Metaxytherium subapenninum Dugongo fossile del pliocene
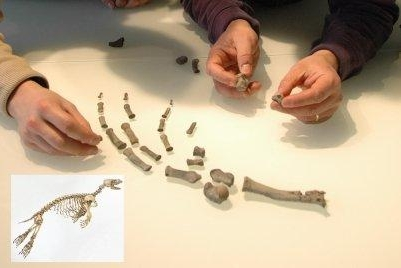
Resti di Pliophoca etrusca

### Elasmobranchi, teleostei e crostacei

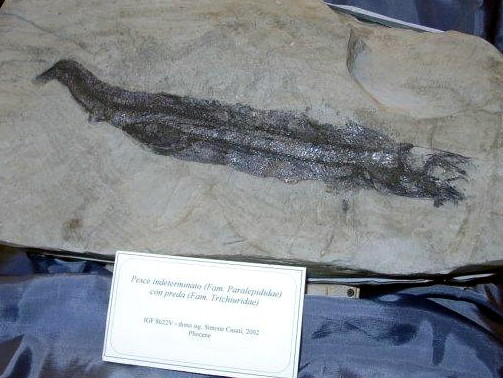
Pesce inderminato (fam. Paralepididae) con preda (fam. Trichiuridae)
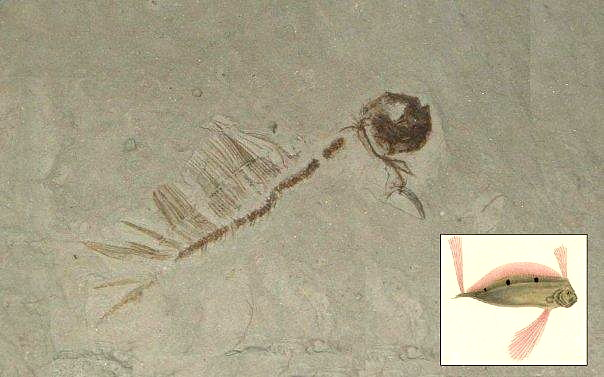
Pesce fossile Trachipterus trachypterus, unico reperto fossile al mondo
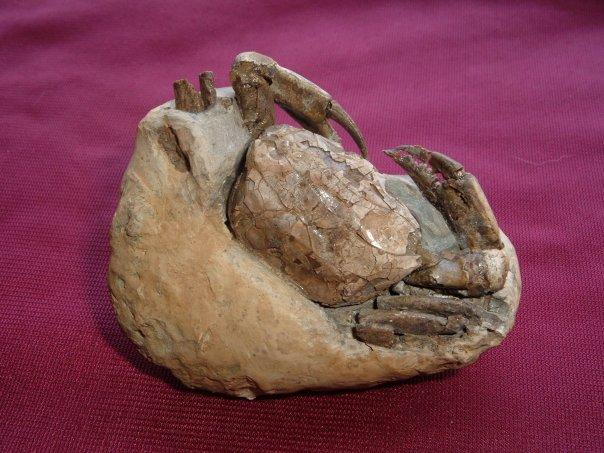
Granchio fossile
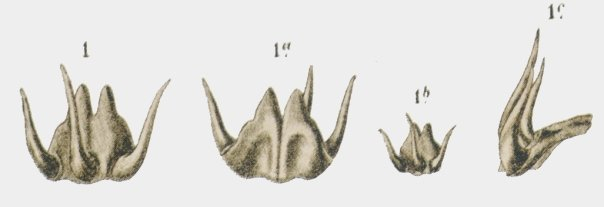
Chlamydoselachus lawleyi Collezione Roberto Lawley
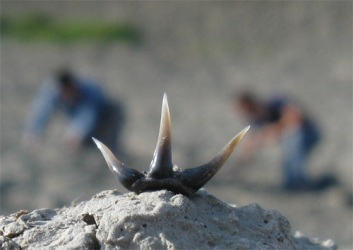
Chlamydoselachus lawleyi
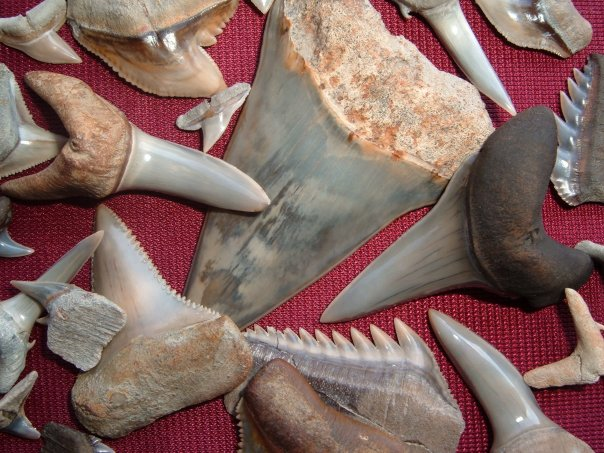
Denti di squali fossili
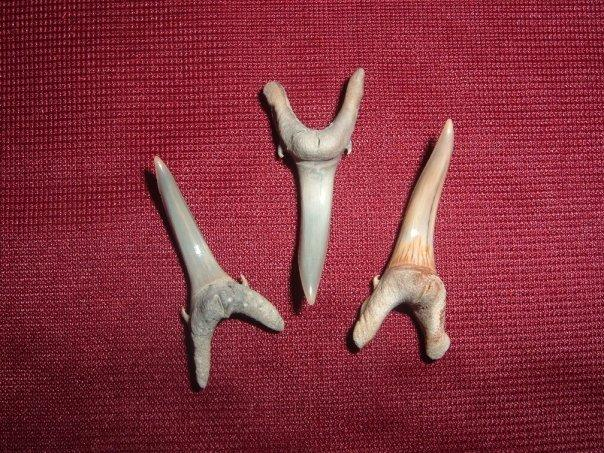
Carcharias taurus(Rafinesque, 1810)
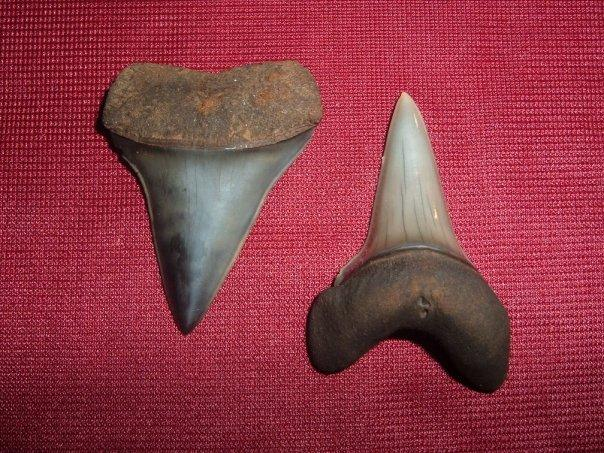
Isurus hastalis

### Malacologia

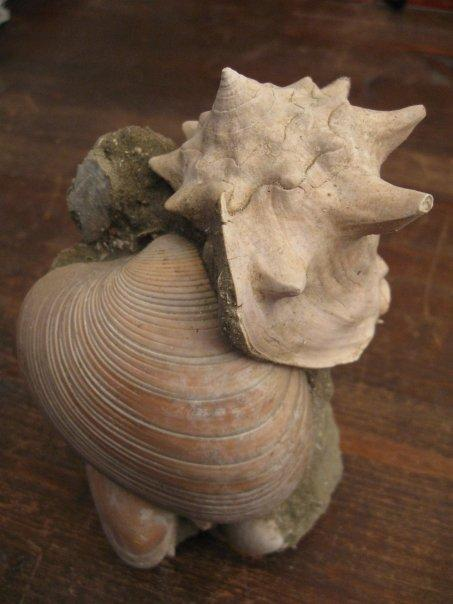
Conchiglie fossili del pliocene (4 milioni di anni)
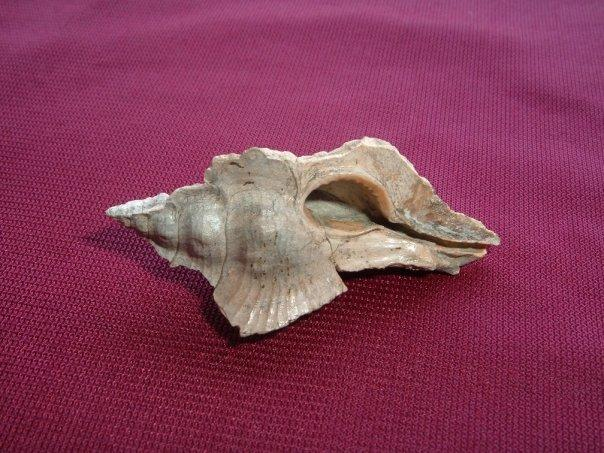
Collezione di malacologia
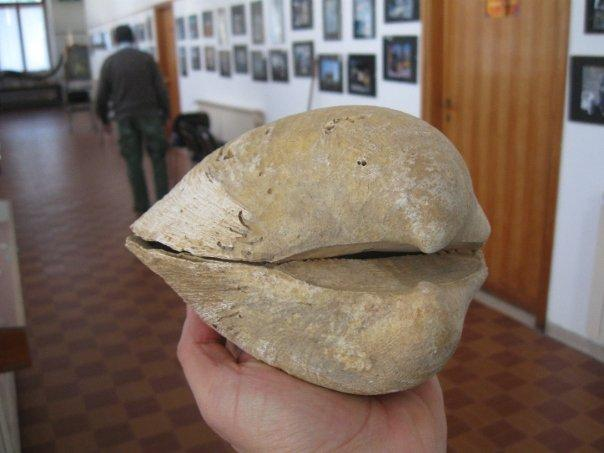
Glycymeris glycymeris, pliocene
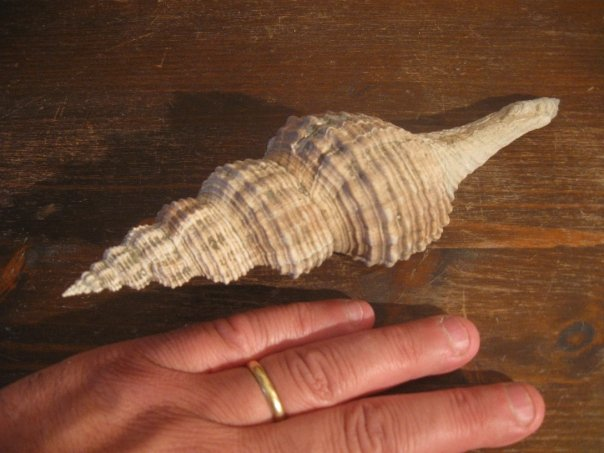
Fusinus etruscus Collezione malacologica

### Mineralogia

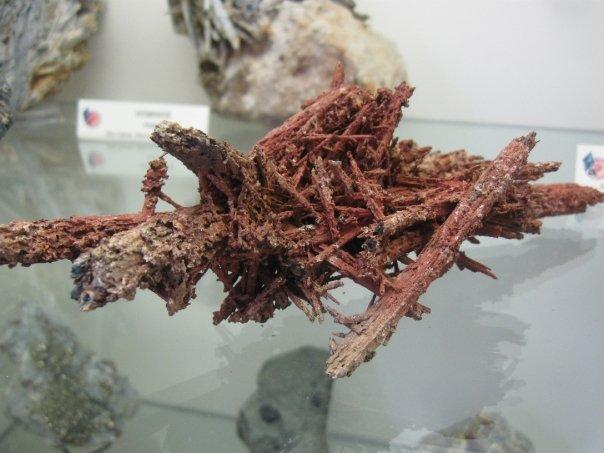
Stibnite con Metastibnite - Collezione Pellegatta.
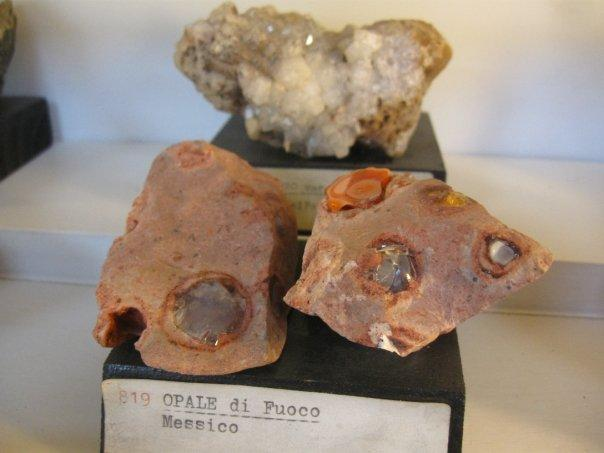
Opale di fuoco, Messico
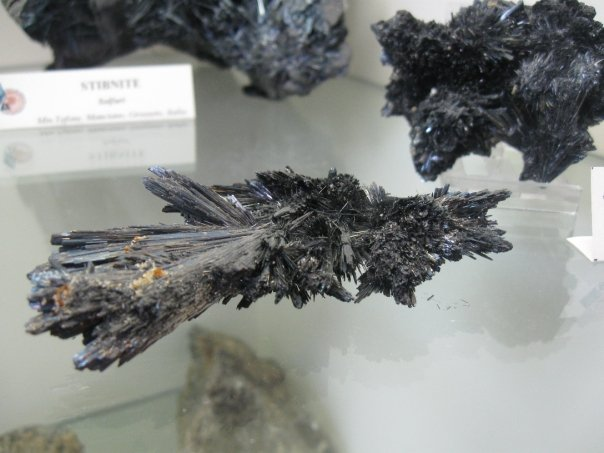
Stibnite - Collezione Pellegatta
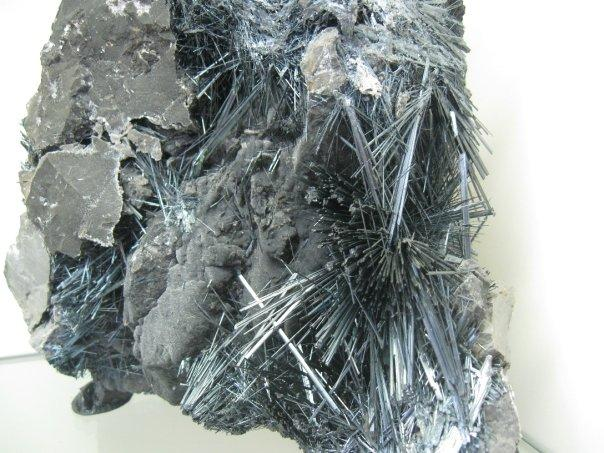
Stibnite - Collezione Pellegatta
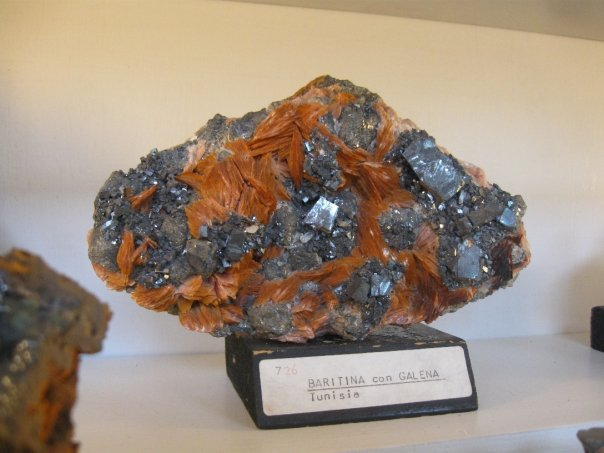
Barite con galena, Tunisia
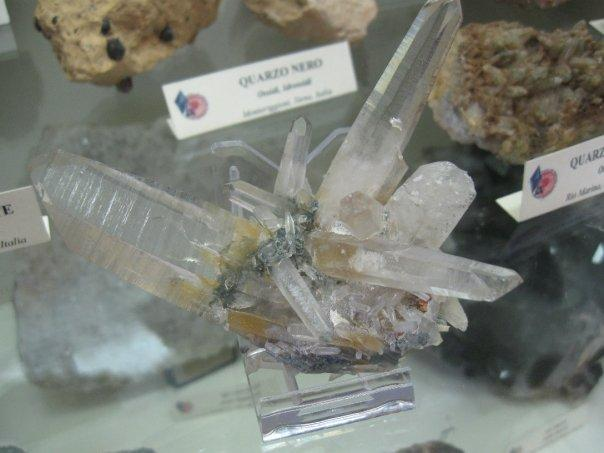
Quarzo - Collezione Pellegatta
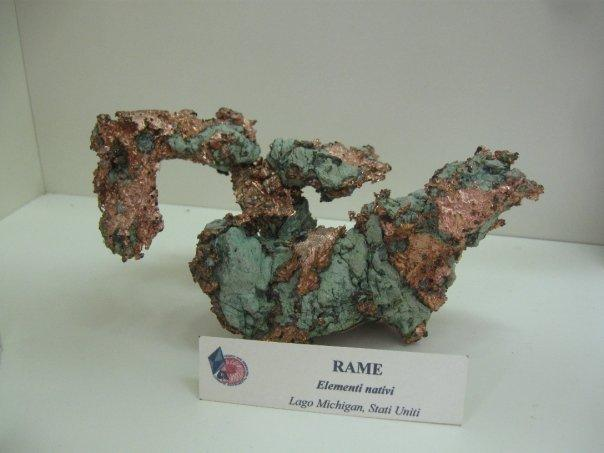
Rame allo stato nativo, Lago Michigan, Stati Uniti
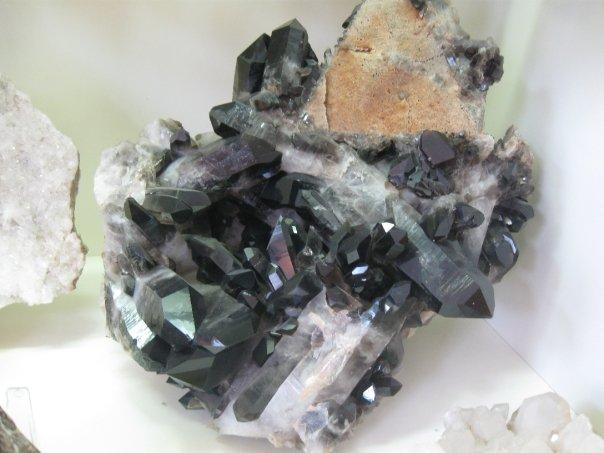
Morione, Quarzo nero - Collezione Pellegatta

## Ricerca Scientifica
Applicazione del Deep Learning nello Studio degli Squali Fossili
L'utilizzo del deep learning ha introdotto un nuovo approccio nello studio dei fossili di squali, offrendo strumenti avanzati per l'analisi morfologica e strutturale dei denti risalenti al Pliocene (5-2,5 milioni di anni fa). Attraverso le reti neurali artificiali, una classe di algoritmi di Intelligenza Artificiale, i dettagli dei fossili possono essere esaminati con precisione, facilitando l'identificazione di somiglianze tra specie e generi e supportando i paleontologi nella ricostruzione delle dinamiche evolutive e ambientali del passato.
Questa metodologia consente di automatizzare processi tradizionalmente complessi, migliorando la classificazione dei fossili e l'interpretazione dei dati paleoambientali. In uno studio recente condotto in Toscana, le tecniche di deep learning hanno permesso di analizzare migliaia di denti di squali provenienti dal Museo GAMPS di Scandicci, fornendo nuove intuizioni sull'ecosistema marino del Pliocene e sull'evoluzione di specie come lo squalo frangiato (Chlamydoselachus lawleyi).
L'approccio multidisciplinare, che integra paleontologia, Intelligenza Artificiale e innovazione tecnologica, dimostra come il deep learning possa essere applicato efficacemente non solo in ambito medico e industriale, ma anche nello studio del patrimonio naturale e culturale.

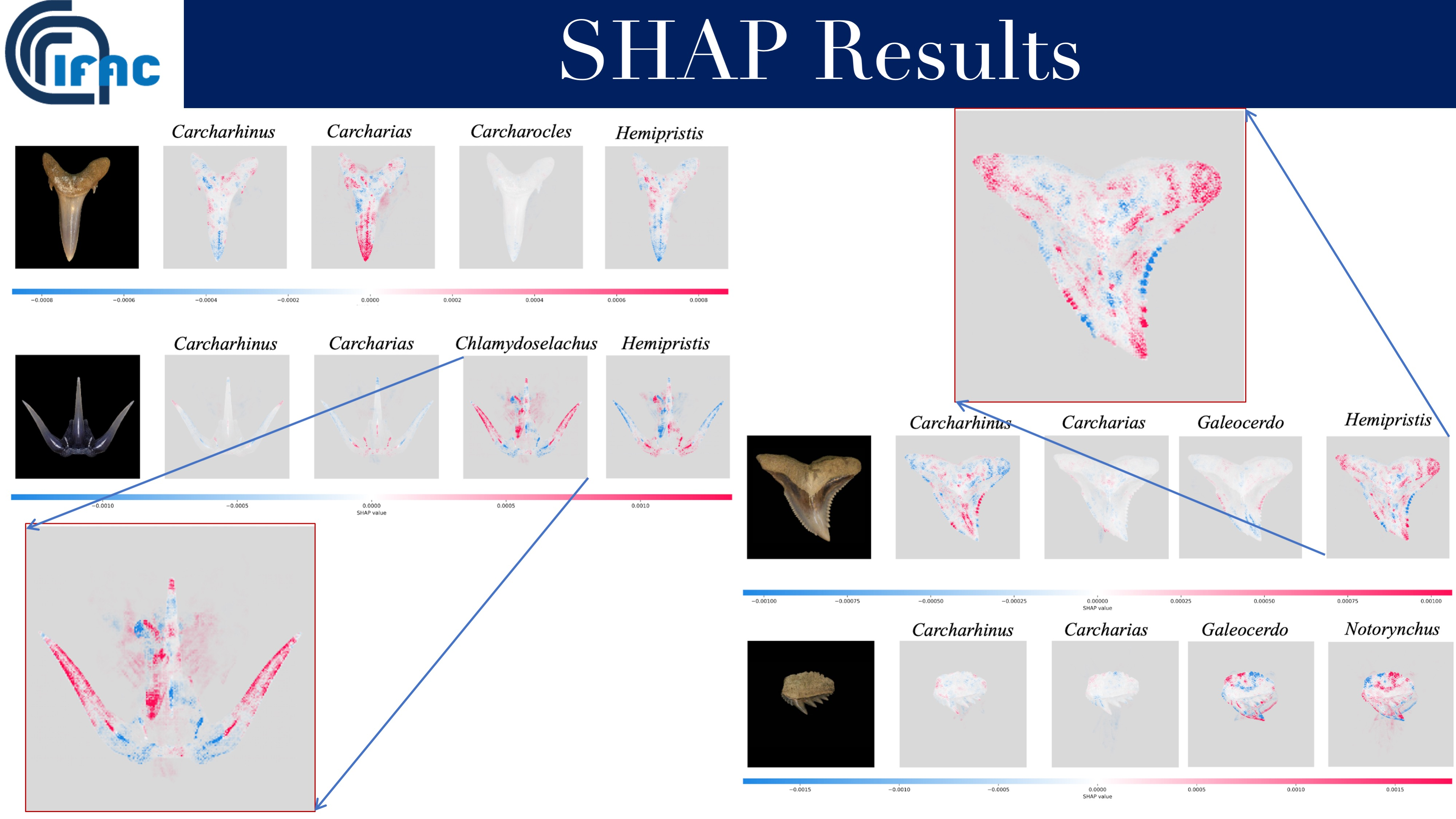
Questa immagine mostra i risultati dell'applicazione dell'algoritmo SHAP (SHapley Additive exPlanations) su un modello di Intelligenza Artificiale utilizzato per analizzare e classificare denti fossili di squali appartenenti a diverse specie, tra cui Carcharhinus, Carcharias, Chlamydoselachus, Hemipristis, Galeocerdo, e Notorynchus. L'algoritmo SHAP evidenzia, con una codifica a colori (blu per contributi negativi e rosso per contributi positivi), le caratteristiche delle immagini che il modello considera più rilevanti per distinguere le diverse specie. Ogni gruppo di immagini rappresenta una specie, e i valori SHAP sono sovrapposti per evidenziare le aree significative di ogni dente. Questa analisi permette di interpretare e validare il comportamento del modello AI, garantendo trasparenza e comprensione dei processi decisionali automatizzati.

## Collaborazioni
Il GAMPS collabora direttamente con:
- la Soprintendenza alle Antichità della Toscana
- l'Università di Pisa
- Museo di Storia Naturale dell'Università di Pisa
- l'Università di Parma
- la Certosa di Calci
- l'Istituto di Fisica Applicata "Nello Carrara" del Consiglio Nazionale delle Ricerche (CNR-IFAC)